# Teatro Shalom
Il teatro Shalom è un teatro di Empoli.
Tipico esempio di struttura medio-piccola legata all'associazionismo parrocchiale, il teatro risale all'inizio degli anni settanta e ha assunto l'attuale redazione dopo i lavori di adattamento eseguiti nel 1980-82 su progetto dell'architetto Ancillotti.